# Kyuutai
Kyuutai (球体 , Sfär?) är det japanska rockbandet MUCCs nionde fullängdsalbum. Det släpptes i Japan den 4 mars 2009 och nådde bandets hittills högsta placering på Oricons albumsförsäljningslista: plats 12. Detta efter att ha sålts i drygt 16 000 exemplar under första försäljningsveckan. Vid releasen fanns albumet tillgängligt i tre olika utgåvor: en obegränsad SHM-CD och två begränsade CD+DVD-utgåvor (typ A och typ B). Den 24 april släpptes typ A av Kyuutai även i Europa under skivbolaget Gan-Shin.

## Låtlista
1. "Kyuutai Instrumental" (球体　Instrumental)
Musik: Miya
2. "Houkou" (咆哮)
Text och musik: Miya
3. "Ageha" (アゲハ) – släppt på singel, se Ageha
Text och musik: Miya och Tatsurou
4. "Hide and seek" (ハイドアンドシーク)
Text: Tatsurou, Musik: Miya
5. "Kagerou" (陽炎)
Text: Tatsurou, Musik: Satochi
6. "Lemming" (レミング)
Text: Miya, Musik: Satochi
7. "Oz" (オズ)
Text och musik: Miya
8. "Fuyuu" (浮遊)
Text: Tatsurou, Musik: Yukke
9. "Sanbika" (讃美歌)
Text och musik: Miya
10. "Sora to ito" (空と糸) – släppt på singel, se Sora to ito
Text: Tatsurou, Musik: Miya
11. "hanabi"
Text: Tatsurou, Musik: Miya

### Bonus-DVD
Medföljde endast de två begränsade utgåvorna:
| Typ A "2008.12.07 Irving Plaza / New York live eizou" Liveklipp från MUCC:s USA-spelningar i slutet av 2008. Speltid ca 27 min. | Typ B "MUCC document eizou" Dokumentär om MUCC under 2008. Speltid ca 44 min. |

## Medverkande
MUCC
- Tatsurou – sång, munspel
- Miya – producent, elgitarr, akustisk gitarr, körsång, inspelning och mixning (spår 1)
- Yukke – elbas, kontrabas
- Satochi – slagverk

Övriga
- Ken (L'Arc~en~Ciel) – producent (spår 3, 8 och 10), medproducent (spår 4, 5 och 11), körsång (spår 2)
- Spacewalkers (Wall 5 & Gee) – producenter (spår 7)
- Yasuyuki Hara – inspelning, mixning
- Daisuke (The Studs) – körsång (spår 2)
- Tsuyoshi Matsuyama (Rowthe) – körsång (spår 2)
- D.C. Ladies – körsång (spår 7)
- Hisako Chou – sopransång (spår 9)
- Atsushi Koike Philharmonic Orchestra – orkestrering (spår 11)